# DEB-Pokal der Frauen 2022/23
Der DEB-Pokal der Frauen 2022/23 wurde erstmals seit der Saison 2017/18 wieder ausgetragen. Sieger wurde erstmals der ERC Ingolstadt.

## Teilnehmer und Modus
Neben den sechs Mannschaften der Fraueneishockey-Bundesliga nahmen fünf Mannschaften aus der Landesliga Bayern,  zwei aus der 2. Liga Nord, zwei aus der 1. Frauenliga Nord/Ost und zusätzlich eine U20-Auswahl des DEB am Pokal teil, der mit einem Achtelfinale startete. Die Duelle wurden in einem Spiel ausgetragen. Um die Reisekosten zu reduzieren, wurden die Spiele im Achtelfinale getrennt nach Nord und Süd ausgelost. Bundesligamannschaften konnten nicht gegeneinander gelost werden und traten auswärts an.
Fraueneishockey-Bundesliga
- ERC Ingolstadt
- ECDC Memmingen
- ESC Planegg
- Mad Dogs Mannheim
- Eisbären Juniors Berlin
- EC Bergkamener Bären

Landesliga Bayern
- Mad Dogs Mannheim 1b
- Dingolfinger EC
- SC Bietigheim-Bissingen Steelers
- ESC River Rats Geretsried
- EHC Lustenau

2. Liga Nord
- Kölner EC „Die Haie“
- ERV Dinslakener Kobras

1. Frauenliga Nord-Ost
- FASS Berlin
- ETC Crimmitschau

## Achtelfinale
| 1. Nov. 2022 17:30 Uhr | SC Bietigheim-Bissingen Steelers | 0:15 (0:4, 0:6, 0:5) Spielbericht | ECDC Memmingen | EgeTrans Arena, Bietigheim-Bissingen |

| 1. Nov. 2022 18:30 Uhr | ERV Dinslakener Kobras | 0:5 (0:3, 0:0, 0:2) Spielbericht | EC Bergkamener Bären | Eissporthalle Dinslaken, Dinslaken Zuschauer: 103 |

| 4. Nov. 2022 20:00 Uhr | ETC Crimmitschau | 1:7 (1:2, 0:2, 0:3) Spielbericht | Eisbären Juniors Berlin | Kunsteisstadion im Sahnpark, Crimmitschau Zuschauer: über 300 |

| 5. Nov. 2022 17:30 Uhr | Dingolfinger EC | 0:16 (0:2, 0:6, 0:8) Spielbericht | ERC Ingolstadt | Marco-Sturm-Eishalle, Dingolfing Zuschauer: 100 |

| 5. Nov. 2022 18:00 Uhr | ESC River Rats Geretsried | 4:1 (0:0, 3:0, 1:1) Spielbericht | EHC Lustenau | Heinz-Schneider-Eisstadion, Geretsried |

| 5. Nov. 2022 19:45 Uhr | Kölner EC „Die Haie“ | 0:13 (0:6, 0:3, 0:4) Spielbericht | Mad Dogs Mannheim | Kölnarena 2, Köln Zuschauer: 128 |

| 6. Nov. 2022 11:45 Uhr | Mad Dogs Mannheim 1b | 0:5 (0:2, 0:2, 0:1) Spielbericht | ESC Planegg | SAP Arena Trainingshalle Nord, Mannheim |

| 6. Nov. 2022 13:00 Uhr | FASS Berlin | 2:5 (0:2, 1:1, 1:2) Spielbericht | DEB U20 Perspektivteam | Eissporthalle Paul-Heyse-Straße, Berlin Zuschauer: 78 |

## Viertelfinale
| 10. Dez. 2022 10:30 Uhr | ESC Planegg | 0:8 (0:2, 0:2, 0:4) Spielbericht | ECDC Memmingen | Eisstadion Miesbach, Miesbach Zuschauer: 40 |

| 10. Dez. 2022 13:30 Uhr | Mad Dogs Mannheim | 5:0 (2:0, 0:0, 3:0) Spielbericht | DEB U20 Perspektivteam | SAP Arena Trainingshalle Nord, Mannheim Zuschauer: 40 |

| 10. Dez. 2022 18:00 Uhr | ESC River Rats Geretsried | 0:20 (0:4, 0:7, 0:9) Spielbericht | ERC Ingolstadt | Heinz-Schneider-Eisstadion, Geretsried |

| 10. Dez. 2022 19:00 Uhr | Eisbären Juniors Berlin | 3:1 (2:1, 0:0, 1:0) Spielbericht | EC Bergkamener Bären | Wellblechpalast, Berlin Zuschauer: 76 |

## Halbfinale
| 21. Jan. 2023 15:30 Uhr | Mad Dogs Mannheim M. Forrest (00:08) H. Amort (07:44) | 2:3 (2:2,0:1,0:0) Spielbericht | ECDC Memmingen C. Strobel (00:37) A. Hulst (05:17) T. Knutson (37:41) | Bundesstützpunkt, Arena, Füssen Zuschauer: 171 |

| 21. Jan. 2023 19:00 Uhr | ERC Ingolstadt C. Haider (25:33) J. Schiefer (45:54) C. Haider (49:08) C. Haider (56:48) | 4:0 (0:0, 1:0, 3:0) Spielbericht | Eisbären Juniors Berlin | Bundesstützpunkt, Arena, Füssen Zuschauer: 101 |

## Spiel um Platz 3
| 22. Jan. 2023 11:00 Uhr | Mad Dogs Mannheim H. Amort (40:42) | 1:2 (0:0, 0:1, 1:1) Spielbericht | Eisbären Juniors Berlin A. Sterzik (29:22) T. Bartell (48:09) | Bundesstützpunkt, Arena, Füssen Zuschauer: 87 |

## Finale
| 22. Jan. 2023 14:30 Uhr | ECDC Memmingen | 0:3 (0:1, 0:1, 0:2) Spielbericht | ERC Ingolstadt L. Düsterhöft (27:39) S. Vandale (58:18) J. Schiefer (59:28) | Bundesstützpunkt, Arena, Füssen Zuschauer: 207 |